# Artemisia regina di Caria
Artemisia regina di Caria és una òpera en dos actes composta per Domenico Cimarosa sobre un llibret italià de Marcello Marchesini. S'estrenà al Teatro San Carlo de Nàpols l'estiu de 1797.